# Leonardus

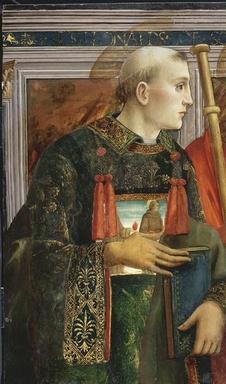
Leonardus

Leonardus of Leonardus van Noblat (Frankrijk, ca. 500 – Saint-Léonard-de-Noblat, 559) was een Frankisch edelman in het toenmalige Aquitanië in Frankrijk, die door de Remigius van Reims gedoopt werd.

## Levensloop
Volgens de legende behoorde Leonardus tot een nobele Frankische familie in de tijd van koning Clovis I en werd hij gedoopt en onderwezen door Sint-Remigius, bisschop van Reims. Nadat hij van de koning de toestemming gekregen had om gevangenen vrij te laten, weigerde hij de door Clovis aangeboden bisschoppelijke waardigheid en trad hij in een klooster te Micy, bij Orléans. Later trok hij naar Aquitanië om er als heremiet te leven en de Bijbel te prediken. Dankzij zijn gebed verliep de bevalling van de Frankische koningin goed, waarvoor hij een domein kreeg in Noblac, nabij Limoges, waar hij eerst als kluizenaar leefde en later in gemeenschap met confraters en aldus de aanzet gaf tot een “klooster”, dat uitgroeide tot de stad Saint-Léonard-de-Noblat.

## Naamdag, patroon en attributen
Zijn naamdag is op 6 november. Hij is de patroon van de boeren en het vee, de paarden, de stallen, de stalknechten, de vervoerders, (koper)smeden, slotenmakers, lastendragers en kuipers, fruithandelaars en berglieden, mijnwerkers en kruideniers. Hij wordt aangeroepen door vrouwen tijdens hun bevalling, tegen hoofdpijn en geslachtsziekten en tegen inbraken en inbrekers. Hij is ook de patroon van de gevangenen: volgens de legende verleende de koning hem de gunst gevangenen vrij te laten die hij in de gevangenis bezocht en als hij oordeelde dat ze deze gratie waardig waren. In de christelijke iconografie is het attribuut van Leonardus dan ook een ketting of een paar boeien, soms gebroken.
Ook nog is hij de patroon van de Vlaams-Brabantse stad Zoutleeuw, de Antwerpse gemeenten Sint-Lenaarts en Aartselaar en het West-Vlaamse dorpje Zuidschote, op pinkstermaandag trekt op de eerste twee plaatsen elk jaar de Leonardusprocessie door de straten.
De verering van deze heilige werd vanaf de 12e eeuw gepromoot door de bisschoppen van Limoges. Daardoor werd Léonard een populaire voornaam in Limousin.